# Lepidoscia desmophthora
Lepidoscia desmophthora är en fjärilsart som beskrevs av Edward Meyrick 1893. Lepidoscia desmophthora ingår i släktet Lepidoscia och familjen säckspinnare. Inga underarter finns listade i Catalogue of Life.